# Château de Guirsch
Le château de Guirsch est une demeure seigneuriale du XVIIIe siècle sise au centre du village de Guirsch dans le Pays d'Arlon, en Belgique. Troisième sur le même site le château-ferme actuel est de style lorrain. 

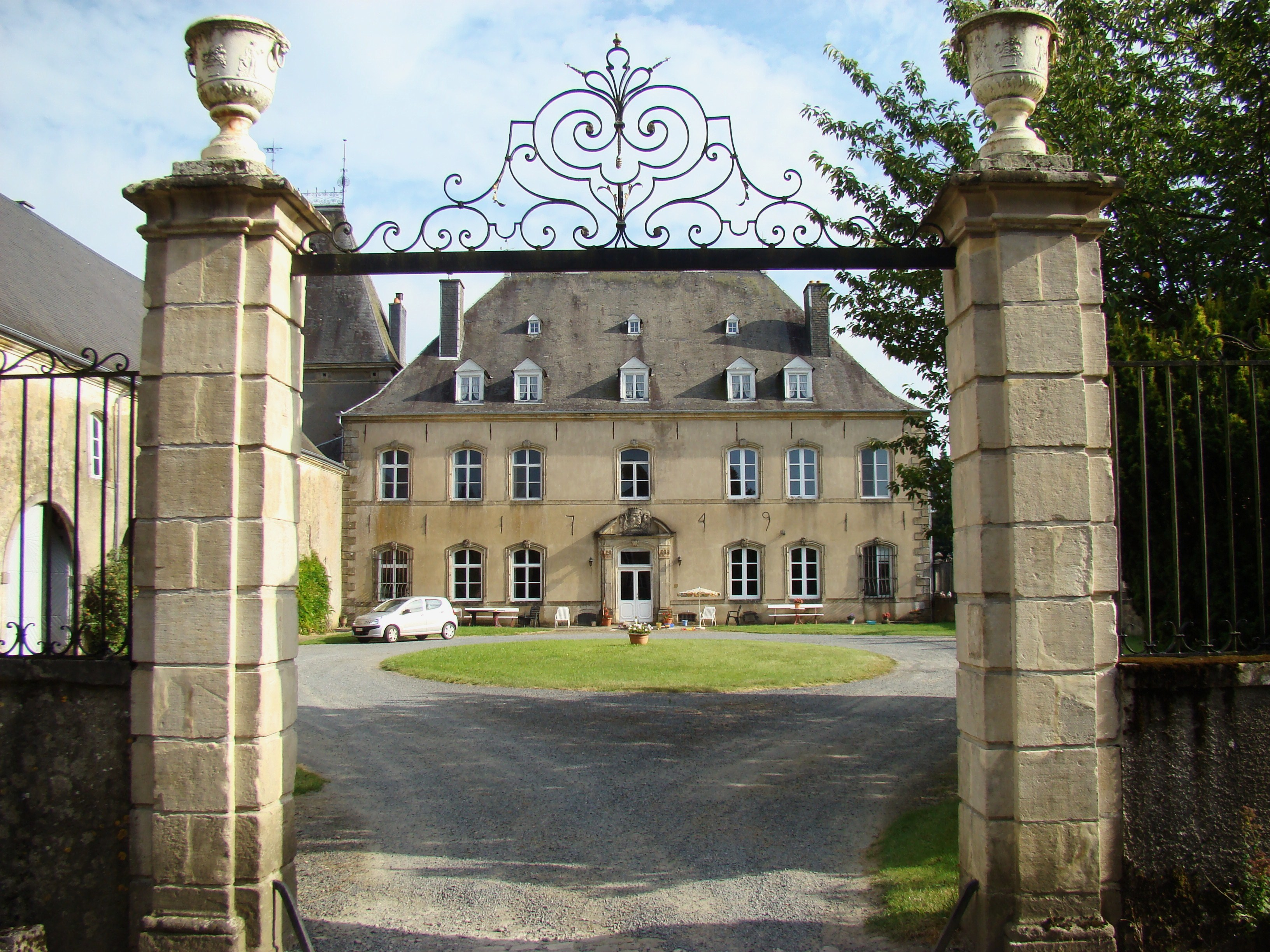
La Cour d'honneur avec corps de logis

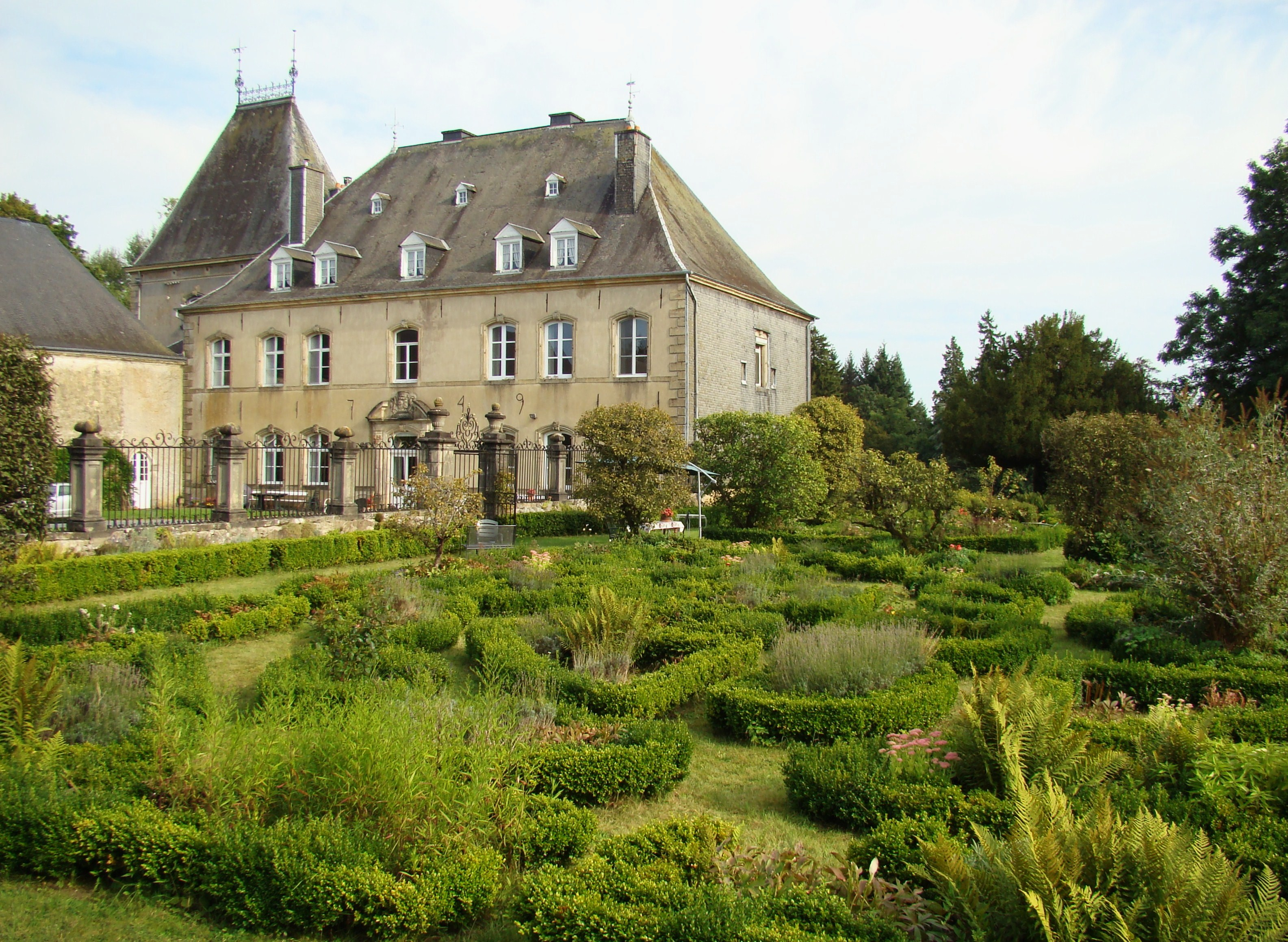
Les jardin, corps de logis et tour

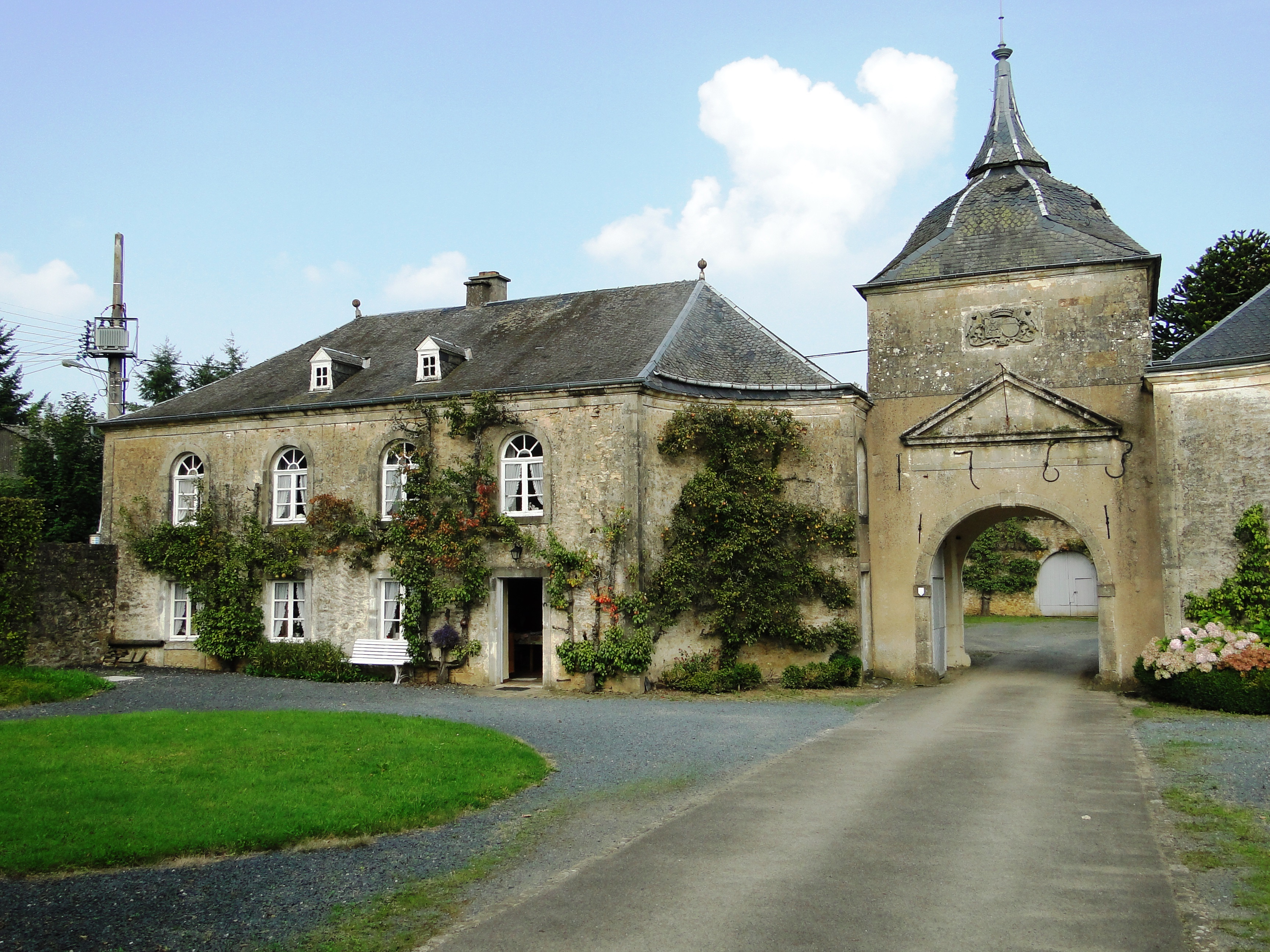
La Tour-porche, dépendances

## Histoire
Chef-lieu d'une importante seigneurie regroupant tous les degrés de juridiction, Guirsch a vu se succéder plusieurs châteaux. Un premier château, probablement situé sur la crête, fut détruit en 1453 par les troupes bourguignonnes de Philippe le Bon dirigé par le grand chambellan Antoine de Croÿ. 
Un deuxième château est bâti au XVIe siècle par la famille de Busleyden sur le replat situé au centre du village. Par alliance familiales et héritages il passe successivement aux mains des Cobreville puis des de Marches. Seule la chapelle castrale subsiste de ce château : elle est aujourd’hui l’église paroissiale de Guirsch, Saint-Willibrord.  Ce deuxième château fut partiellement détruit par les flammes durant la première moitié du XVIIe siècle, et abandonné au XVIIIe siècle. Les de Marches abandonnent alors ce site venteux pour faire construire un nouveau château, plus confortable, sur un replat orienté au sud.
Ce nouveau château édifié par la famille de Marches de 1749 (André de Marches et Charlotte de Reiffenberg) à 1763 (Ferdinand de Marches et Zoé Vilain XIIII) et réalisé en moellons crépis et pierres de taille s'apparente à l'art lorrain. 
La famille de Marches fut propriétaire du château jusqu'à la fin du XIXe siècle. Il est depuis occupé par la famille de Wykerslooth de Rooyensteyn. L'accès au château n'est autorisé que lors des événements officiels organisés dans le cadre des journées du patrimoine.

## Description
Le château actuel est constitué de plusieurs bâtiments :
- Une tour-porche datée de 1763, surmontée d'une toiture en pavillon à bulbe et bordée de part et d'autre par deux bâtiments d'habitation du XIXe siècle[4]. Le porche donne accès à la cour intérieure de la ferme dont il ferme le côté ouest.
- La ferme castrale est organisée autour d'une cour rectangulaire dont elle ferme deux côtés. Au nord, le corps de logis à quatre travées et à deux niveaux, et à l'est les dépendances de la ferme dont les étables et le fenil. Le corps de logis porte la millésime 1763.
- La demeure seigneuriale s'organise en retour d'angle dans la continuité des dépendances de la ferme, au-delà de la grille d'honneur en fer forgé. À l'est se trouvent les dépendances de la demeure seigneuriale avec, notamment, des écuries, garages et pièces d'habitation secondaires[4]. Au sud, le corps de logis composé de deux niveaux et sept travées porte le millésime 1749.
- Une tour a été construite au sud-est vers 1870, dans l'angle laissé vide entre les dépendances et le corps de logis principal.
- L'ensemble bâti et ses jardins à la française sont entourés d'un vaste mur de clôture en calcaire. Les jardins à la française surplombent un vaste parc arboré.

## Classement
Le château, ses dépendances, ses jardins et les bâtiments qui les jouxtent ont été classés respectivement au titre de monument classé et de site classé le 16 octobre 1975. Le 30 novembre 1989, un arrêté étend le périmètre du site classé et classe comme monument la ferme attenante au château. Le site d'une superficie de 7,35 ha vise à protéger l'intégrité du château dans son environnement. Le périmètre du site classé se superpose partiellement au périmètre de l'ensemble architectural classé.

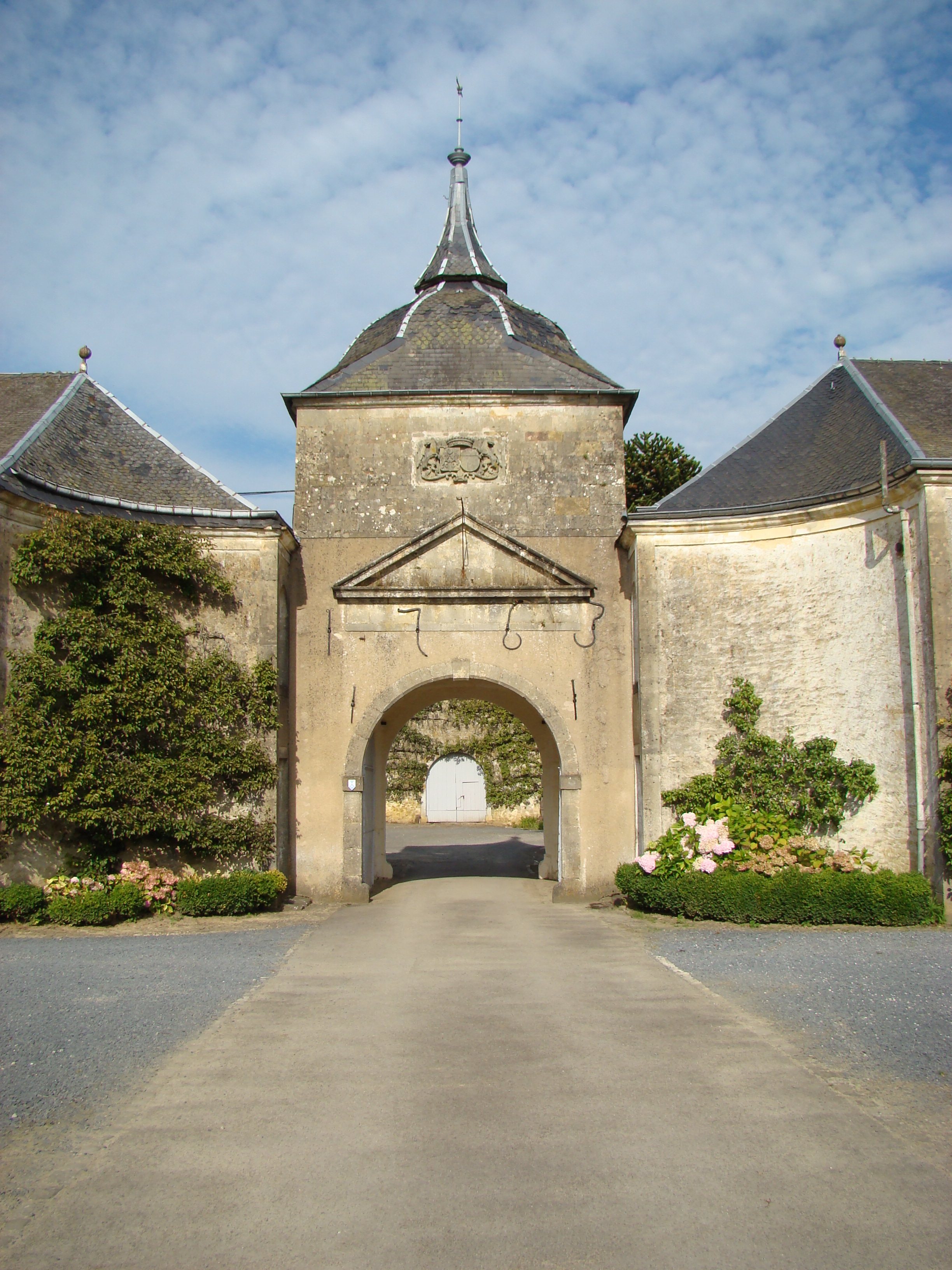
Le portail principal
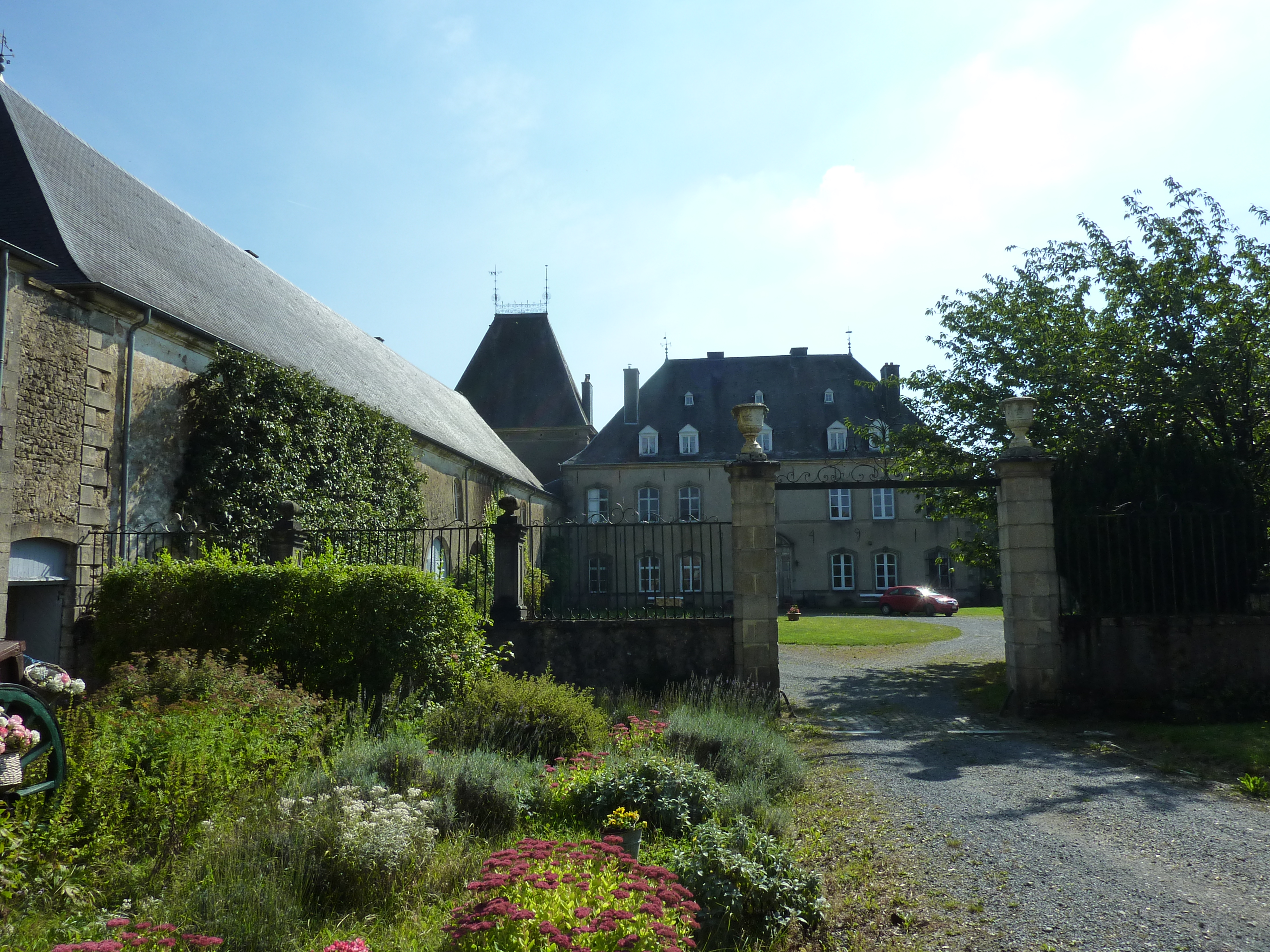
Le corps de logis
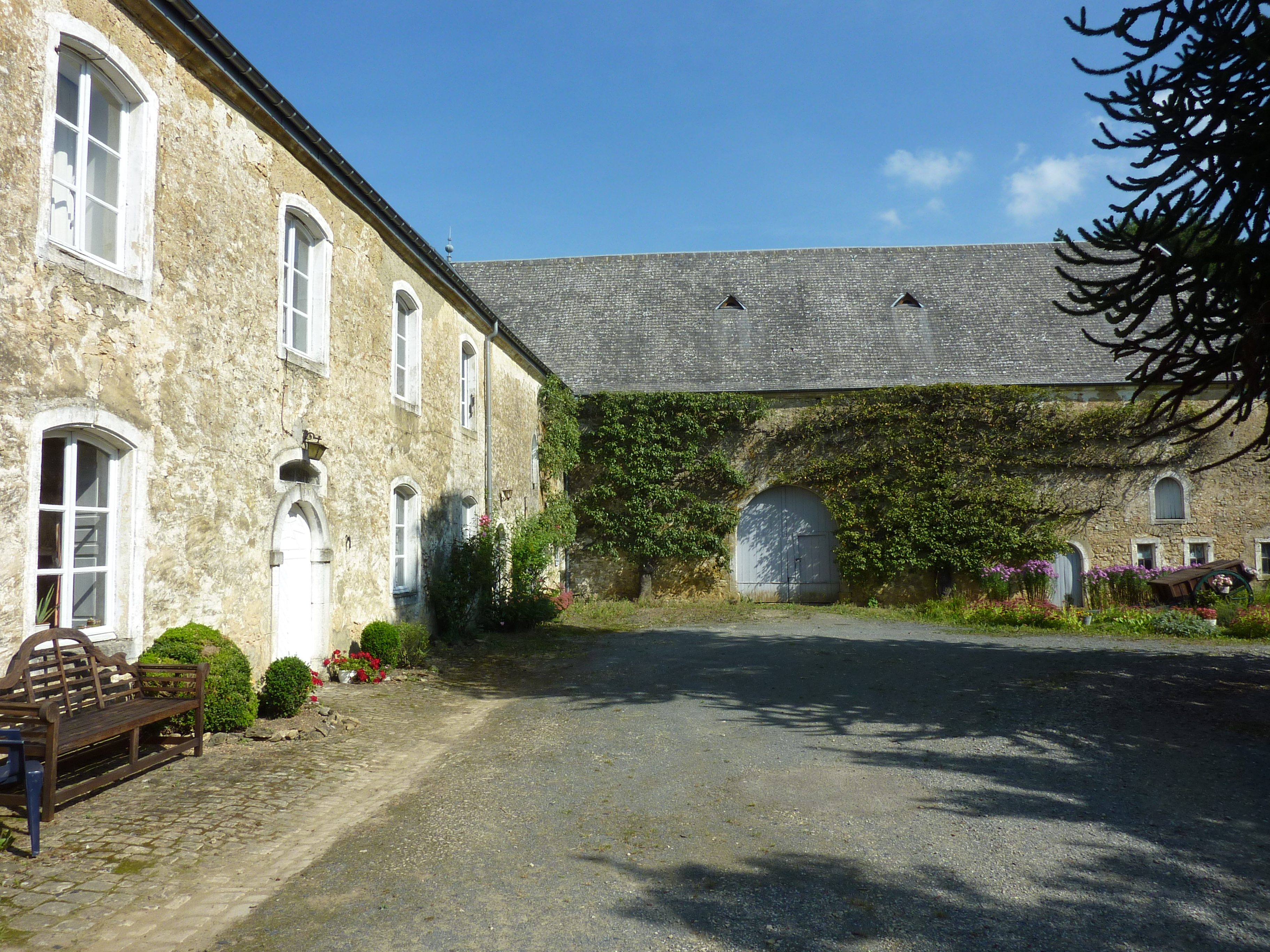
La ferme castrale